# 文圖學會
文圖學會 為2017年12月於新加坡所成立的正式社團，成員包括新加坡南洋理工大學校友和在校研究生，並開放社會人士的參與。其以文學藝術探討為核心，結合新加坡以至東亞的多元文化脈絡為議題，並進行學術普及的活動。
近年屢次舉辦學術活動如：
2021年6月，新加坡南洋理工大學和文圖學會聯合主持「2021臺灣與東亞的文本．圖像．視聽文化國際學術論壇」。
2022年6月，新加坡南洋理工大學和文圖學會聯合主持「文圖學與東亞文化交流國際學術論壇」。

## 外部連結
- Text and Image Society official site （页面存档备份，存于）